# Yvonne Aaron
Yvonne Madeleine Aaron (* 28. Juni 1897 in Paris; † 28. März 1987 ebenda) war eine französische Komponistin und Pianistin. Sie komponierte auch unter dem Pseudonym Yve oder Yves Nohar. Bis zum Tod ihrer Schwester Marcelle Aaron veröffentlichten sie Werke gemeinsam unter M et Y Aaron.

## Leben
Yvonne Madeleine Aarons Vater war Ismael Aaron (* 22. August 1864; † 1919), ihre Mutter Jeanne Goetschel (* 1871; † 25. Februar 1919) Beide heirateten am  24. August 1893 in Saint-Die-des-Vosges. Marcelle Aaron war Yvonnes Schwester. Yvonne wurde am 17. Dezember 1917 am Musikkonservatorium in Paris zugelassen. 1919 erhielt sie einen ersten Preis in einem Wettbewerb in Harmonielehre in der Frauenklasse des Konservatoriums. Den Vorsitz der Jury hatte Gabriel Fauré. 1920 und 1921 blieben ihre Arbeiten in Harmonielehre ohne Auszeichnung. In den 20er Jahren begann sie mit ihrer Schwester gemeinsam Kompositionen zu veröffentlichen, zunächst Werke für Gesang mit Klavier- oder Orgelbegleitung. In den 1930er Jahren komponierten die beiden auch Werke für Orchester, die bei den Pariser Konzertreihen Concerts Lamoureux und Concerts Pasdeloup aufgeführt und auch im Rundfunk übertragen wurden. So am 2. April 1932 die Orchesterfassung von Écoute Israël [Höre Israel] mit der Sängerin Wilhelmine Coudray unter der Leitung von Rhené-Baton.

## Werke  (Auswahl)
Zu Lebzeiten ihrer Schwester Marcelle Aaron veröffentlichten sie Werke gemeinsam unter M et Y Aaron. Unter dem Pseudonym Yve Nohar veröffentlichte sie eigene Kompositionen.
- Cancans d'village. Text: Robert Duquercy. Incipit: J'vas vous dir. [Ich werde Dir sagen]. Publiziert bei Menant-Quéro. 1948[7]
- C'est l'âme de Paris [Die Seele von Paris]. Valse. Text: André Joubert. Incipit:  Quand le ciel est beau [Wenn der Himmel schön ist]. 1949[8]
- Lettre de l'absent [Brief des Abwesenden]. Tango für Gesang und Klavier. Text: André Joubert. Incipit: Je vous écris, mignonne [Ich schreibe Euch, Liebling]. Publiziert  bei Salabert. 1949[9][10]
- L'Horloge de mon enfance [Die Uhr meiner Kindheit]. Text: André Joubert. Incipit: Dans la salle commune [Im  Gemeinschaftsraum]. Publiziert bei Salabert. 1949[11][10]
- Sur une vieille lettre d'amour [Auf einem alten Liebesbrief]. Melodie für Gesang und Klavier. Text: Fanély Revoil. Incipit: La main qui l'a tracée [Die Hand. die geschrieben hat]. Publiziert bei M. Eschig in  Paris. 1951
- La Place de l'Opéra. Valse. Publiziert 1953 bei Chappell in Paris.[12]
- Java Paysanne [Bauersfrau aus Java]. Text: André Joubert
- Tableaux d'Autrefois.[Bilder der Vergangenheit]. für Klavier und Gesang. Text: André Joubert. Edition Enoch&Cie. Editionsnumer 9437